# شراب بیگنای
شراب بیگنای، که با نام شراب بوگنای نیز شناخته می‌شود، نوعی شراب میوه‌ای فیلیپینی است که از میوه‌های درخت بومی بیگنای یا بوگنای (برگ بوی چینی) تهیه می‌شود. این شراب به رنگ قرمز تیره و طعم آن کمی شیرین با رایحه‌ای میوه‌ای است.